# GSpace

## Descripción
GSpace era una Extensión (Mozilla) ("add-on") para el Navegador Firefox escrito en XUL(para la interfaz) que le permitía utilizar Gmail como sistema de almacenamiento de archivos.

## Operación
La interfaz actuaba como un cliente FTP. Después de entrar en Gmail, los usuarios podían enviar o recibir archivos de una cuenta de Gmail, crear directorios o borrar archivos. GSpace almacenaba los archivos en la cuenta de Gmail como si se tratara de un correo electrónico, utilizando adjuntos para los archivos, el asunto del correo electrónico se utilizaba para su gestión interna y para reconocer correos electrónicos GSpace. GSpace por lo tanto, creaba un archivo físico por correo electrónico con un límite de 14 MB (límite de archivos adjuntos en Gmail por aquel entonces). Para archivos más grandes GSpace los recortaba sobre varios correos electrónicos.
Utilizar GSpace, podía causar en ocasiones la suspensión temporal de la cuenta de gmail.

## Enlaces
- Gmail

- GmailFS